# The First of February
The First of February — второй студийный альбом группы The Last Wish, вышедший в 1995 году.

## Об альбоме
The First of February был записан зимой 1994 года в «Deep Dot Studios» (Хьюстон, штат Техас). Название альбома произошло благодаря необычному снегопаду, случившемуся в Хьюстоне.
Большинство текстов песен было написано Джастином Фёрстенфелдом, за исключением песен «Regrets» (Грэг Хаммонд), «Amy’s Song» и «That Morning» (обе написаны Эми Иммел), а также «Tangerine» (соавторство Джастина Фёрстенфелда и Эми Иммел). Фотографии для альбома сделаны Джиной Мелози.
Песни «Royal Blue», «The First Time», «Still Broken», «Artha», «Cattleprod», и «Whispers» позже исполнялись 5591 и Blue October. Также Blue October записали демо песни «Whispers» под названием «Pigtail Pretty Baby»

## Список композиций
| №   | Название          | Длительность |
| --- | ----------------- | ------------ |
| 1.  | «Royal Blue»      | 5:11         |
| 2.  | «Paris on Paper»  | 4:56         |
| 3.  | «Amy's Song»      | 4:07         |
| 4.  | «Turn to Grey»    | 4:56         |
| 5.  | «The First Time»  | 2:58         |
| 6.  | «Remember»        | 5:16         |
| 7.  | «That Morning»    | 4:41         |
| 8.  | «Autumn Midnight» | 3:17         |
| 9.  | «Tangerine»       | 6:06         |
| 10. | «Still Broken»    | 3:50         |
| 11. | «Regrets»         | 4:53         |
| 12. | «Down»            | 4:51         |
| 13. | «Hero in Virus»   | 5:50         |
| 14. | «Artha»           | 1:38         |
| 15. | «Cattleprod»      | 5:13         |
| 16. | «Whispers»        | 4:44         |